# 水野千夏 (経営者)
水野千夏（みずの ちなつ）は、日本の実業家。秋田県出身、秋田県の伝統文化・観光資源ともいえる「あきた舞妓」(昭和の初めに秋田で繁栄した「川反（かわばた）芸者」)をサービス業として復活・宣伝。

## 略歴・人物
- 秋田県出身。
- 神奈川大学卒業。

### 職歴
- 関東の化粧品会社に就職。
- 1年後に秋田へ戻り、秋田の魅力を発信するPR企画会社で営業職として勤務。
- 「株式会社せん」を立ち上げ、「あきた舞妓」を復活。[2]

### ＴＶ出演
NHK Eテレ「Ｕ-29」＃008舞妓派遣業経営水野千夏-故郷・秋田で“自分だけの仕事”を始めた水野さんの人生デザインとは―。 2016年6月7日放送、2016年11月1日再放送

### エピソード
- 「秋田の良さを全国に発信して、もっと秋田に人を呼びたい」という思いから[3]、秋田の繁華街にあった芸者文化を復活させ、秋田の新しい観光資源「会える秋田美人」としてデビューさせた。[4][5]